# 日界線 (澳洲SBS電視節目)
日界線（Dateline SBS）是澳大利亞SBS公共電視台節目，自1984年10月19日晚上8點首播，側重於國際事件，是澳大利亞歷史最悠久的國際時事節目。

## 外部連結
- 節目官網 （页面存档备份，存于）

Dateline (1970–1972) at the National Film and Sound Archive
- Dateline (1984) at the National Film and Sound Archive[永久]